# حمض ايديورونيك
حمض ايديورونيك أو حمض الإيديورونيك، (بالإنجليزية: iduronic acid)‏، هو مركب كيميائي من مجموعة أحماض اليورونيك، وبشكل أكثر تحديدًا ايدوز (بالإنجليزية: Idose)‏.

## الخواص
حمض ايديورونيك هو أحد مكونات الجليكوزامينوجليكان، على سبيل المثال سلفات الكوندرويتين B والهيبارين. وهو مصاوغ من حمض الغلوكورونيك ويتكون من المصاوغة الصنوية من د-حمض الغلوكورونيك إلى مجموعة الكربوكسيل.
حمض الايديورونيك المضاف إليه ثنائي السلفيت يثبط التواصل بين فهم الخلايا التائية عن طريق إعاقة كبريتات الهيباران  من الارتباط بكيموكين CCL20 (تثبيط تنافسي). وهذا يجعله مهمًا لعلاج الربو المرتبط بالتهاب الغشاء المخاطي القصبي.